# منطقه ۱۷ پاریس
منطقه ۱۷ پاریس (به فرانسوی: 17e arrondissement de Paris) یکی از ۲۰ منطقه‌های پاریس پایتخت فرانسه است. در زبان فرانسه محاوره ای به این منطقه هفدهم گفته می‌شود.
این منطقه که با نام بتین‌یول-مونسو شناخته می‌شود، در ساحل سمت راست رودخانه سن واقع شده‌است.

## مساحت
مساحت این منطقه ۵٫۶۶۹ کیلومتر مربع (۲٫۱۸۹ مایل مربع یا ۱۴۰۱ هکتار) است.
این محوطه واقع در ساحل سمت راست رودخانه سن، در ۴ ناحیه اداری تقسیم شده‌است.

## جمعیت
اوج جمعیت منطقه هفده به دوره اقامت پاریس در سال ۱۹۵۴، زمانی که ۲۳۱٫۹۸۷ نفر جمعیت داشت، برمی گردد. امروزه، این منطقه از لحاظ جمعیت و فعالیت‌های تجاری متراکم است، به طوری که ۱۶۰٫۸۶۰ نفر جمعیت و ۹۲٫۲۶۷ شغل از جدیدترین سرشماری (۱۹۹۹) است.

### تاریخچه سرشماری
| سال (از سرشماری‌های فرانسه) | جمعیت   | تراکم (در هر کیلومتر مربع) |
| -------------------------- | ------- | -------------------------- |
| ۱۸۷۲                       | ۱۰۱٬۸۰۴ | ۱۷٬۹۵۵                     |
| ۱۹۵۴ (اوج جمعیت)           | ۲۳۱٬۹۸۷ | ۴۰٬۹۲۲                     |
| ۱۹۶۲                       | ۲۲۷٬۶۸۷ | ۴۰٬۱۶۴                     |
| ۱۹۶۸                       | ۲۱۰٬۲۹۹ | ۳۷٬۰۹۶                     |
| ۱۹۷۵                       | ۱۸۶٬۲۹۳ | ۳۲٬۸۶۲                     |
| ۱۹۸۲                       | ۱۶۹٬۵۱۳ | ۲۹٬۹۰۲                     |
| ۱۹۹۰                       | ۱۶۱٬۹۳۵ | ۲۸٬۵۶۵                     |
| ۱۹۹۹                       | ۱۶۰٬۸۶۰ | ۲۸٬۳۷۵                     |
| ۲۰۰۹                       | ۱۶۸٬۴۵۴ | ۲۹٬۷۱۰                     |

## اقتصاد
دفتر مرکزی دیلی موشن در منطقه ۱۷ واقع شده‌است.

## منظره شهری

### مکان‌های جالب و دیدنی
- طاق پیروزی (بخشی از آن)
- بازار بتی نیول
- بازار پونسله
- خیابان لوی
- موزه ملی ژان-ژاک هنه